# Je me souviens d'un adieu à la Défense Arena
Pour les articles homonymes, voir Je me souviens (homonymie).
Albums de Michel Sardou
Je me souviens d'un adieu (Amiens 2023)
(2024)
Je me souviens d'un adieu à la Défense Arena est le vingt et unième album live de Michel Sardou enregistré à Paris La Défense Arena, les 16 et 17 mars 2024 lors des deux concerts en scène centrale devant plus de 25 000 spectateurs chaque soir. Il s'agissait initialement des ultimes concerts de sa tournée d'adieu mais Sardou chanta ensuite à Clermont-Ferrand et Brest, des dates qui avaient été reporté pour raison de santé.
Il fait suite à la parution quelques mois plus tôt de l'album Je me souviens d'un adieu enregistré à Amiens lors de la tournée.
L'album sort le 22 novembre 2024. Le concert est diffusé au cinéma les 20 et 23 juin et sur M6 le 13 décembre la même année.

## Titres de l'album
Le double CD, le DVD, le Blu-ray et le triple vinyle comprennent les titres suivants :

### Disque 1
| No | Titre                          | Paroles                            | Musique                                                | Durée |
| -- | ------------------------------ | ---------------------------------- | ------------------------------------------------------ | ----- |
| 1. | Irish Horses (instrumental)    |                                    | Pierre Billon - Jean Mora                              | 2:47  |
| 2. | Les Lacs du Connemara          | Michel Sardou - Pierre Delanoë     | Jacques Revaux                                         | 3:25  |
| 3. | Marie-Jeanne                   | Michel Sardou - Didier Barbelivien | Michel Sardou - Jacques Revaux - Jean-Pierre Bourtayre | 3:56  |
| 4. | Casino                         | Michel Sardou                      | Jacques Revaux                                         | 3:43  |
| 5. | Une fille aux yeux clairs      | Michel Sardou - Claude Lemesle     | Jacques Revaux                                         | 2:44  |
| 6. | Le Privilège                   | Michel Sardou - Didier Barbelivien | Michel Sardou - Jacques Revaux                         | 4:33  |
| 7. | Je vais t'aimer                | Gilles Thibaut - Michel Sardou     | Jacques Revaux                                         | 5:11  |
| 8. | Le Bac G                       | Michel Sardou                      | Michel Sardou - Jean-Pierre Bourtayre                  | 3:39  |
| 8. | Parlons de toi, de moi         | Michel Sardou                      | Michel Sardou - Jacques Revaux                         | 3:22  |
| 8. | Aujourd'hui peut-être          | Marcel Sicard                      | Paul Durand                                            | 3:22  |
| 9. | Medley                         |                                    |                                                        | 11:00 |
|    | Salut                          | Michel Sardou - Jean-Loup Dabadie  | Jacques Revaux - Jean-Pierre Bourtayre                 |       |
|    | En chantant                    | Michel Sardou - Pierre Delanoë     | Toto Cutugno                                           |       |
|    | Chanteur de jazz               | Michel Sardou - Jean-Loup Dabadie  | Jacques Revaux - Jean-Pierre Bourtayre                 |       |
|    | Je veux l'épouser pour un soir | Michel Sardou - Claude Lemesle     | Jacques Revaux                                         |       |
|    | Je t'aime, je t'aime           | Michel Sardou                      | Jacques Revaux                                         |       |
|    | La Java de Broadway            | Michel Sardou - Pierre Delanoë     | Jacques Revaux                                         |       |
|    | Et mourir de plaisir           | Michel Sardou - Vline Buggy        | Jacques Revaux                                         |       |
|    | Le Temps des colonies          | Michel Sardou - Pierre Delanoë     | Jacques Revaux                                         |       |
|    | Afrique adieu                  | Michel Sardou                      | Michel Sardou - Jacques Revaux                         |       |
|    | Dix ans plus tôt               | Michel Sardou - Pierre Billon      | Jacques Revaux                                         |       |
|    | La Génération "Loving You"     | Michel Sardou - Pierre Delanoë     | Jacques Revaux                                         |       |
|    | Il était là (Le Fauteuil)      | Michel Sardou - Pierre Delanoë     | Jacques Revaux                                         |       |
|    | Je viens du sud                | Michel Sardou - Pierre Delanoë     | Jacques Revaux                                         |       |
|    | Je ne suis pas mort je dors    | Michel Sardou                      | Jacques Revaux - Pierre Billon                         |       |
|    | J'accuse                       | Michel Sardou - Pierre Delanoë     | Jacques Revaux                                         |       |
|    | Un accident                    | Michel Sardou                      | Jacques Revaux                                         |       |
|    | La Vieille                     | Michel Sardou - Gilles Thibaut     | Jacques Revaux                                         |       |
|    | Les Vieux Mariés               | Michel Sardou - Pierre Delanoë     | Jacques Revaux                                         |       |
|    | Le France                      | Michel Sardou - Pierre Delanoë     | Jacques Revaux                                         |       |
|    | La Maladie d'amour             | Michel Sardou - Yves Dessca        | Jacques Revaux                                         |       |

### Disque 2
| No  | Titre                      | Paroles                            | Musique                                        | Durée |
| --- | -------------------------- | ---------------------------------- | ---------------------------------------------- | ----- |
| 1.  | Quelque chose de Tennessee | Michel Berger                      | Michel Berger                                  | 3:06  |
| 2.  | Rouge                      | Michel Sardou - Didier Barbelivien | Didier Barbelivien - Jacques Revaux            | 4:20  |
| 3.  | Vladimir Ilitch            | Michel Sardou - Pierre Delanoë     | Jacques Revaux - Jean-Pierre Bourtayre         | 4:23  |
| 4.  | Les Villes de solitude     | Michel Sardou - Pierre Delanoë     | Jacques Revaux                                 | 3:36  |
| 5.  | Mam'selle Louisiane        | Michel Sardou - Didier Barbelivien | Jacques Revaux                                 | 4:23  |
| 6.  | L'Autre Femme              | Pierre Delanoë                     | Michel Sardou - Jacques Revaux                 | 3:47  |
| 7.  | Verdun                     | Michel Sardou                      | Michel Sardou                                  | 4:00  |
| 8.  | Je vole                    | Michel Sardou - Pierre Billon      | Michel Sardou                                  | 4:35  |
| 9.  | Les Ricains                | Michel Sardou                      | Guy Magenta                                    | 3:21  |
| 10. | Être une femme             | Michel Sardou - Pierre Delanoë     | Michel Sardou - Jacques Revaux - Pierre Billon | 3:52  |
| 11. | Musulmanes                 | Michel Sardou                      | Jacques Revaux - Jean-Pierre Bourtayre         | 6:06  |
| 12. | Comme d'habitude           | Gilles Thibaut - Claude François   | Jacques Revaux                                 | 5:56  |